# Mesostigma
Mesostigma — рід мікроскопічних прісноводних водоростей, єдиний у родині Mesostigmataceae, яка є єдиною в ряді Mesostigmatales, який, в свою чергу, є єдиним у класі Mesostigmatophyceae. Містить два види[джерело?].

## Опис
Одноклітинна водорость із двома джгутиками приблизно однакової довжини. Діаметр клітини становить 11-25 мкм. Клітини дуже сплюснуті та сідлоподібні. Плющення відбувається вздовж поздовжньої осі. Два джгутики починаються в середині клітини. Клітинна стінка складається з целюлози. Кожна клітина має дископодібний хлоропласт із двома піреноїдами по краю, хоча у Mesostigma grande піреноїди відсутні[джерело?]. 
Mesostigma плаває боком, обертальними рухами. Джгутики обертаються несинхронно. Розмноження відбувається шляхом нестатевого поділу клітин. Статеве розмноження невідоме.

## Систематика
Традиційно рід розміщували у класі празинофіцієвих (Prasinophyceae). Клас вважали базальним і «примітивним» представником відділу зелених водоростей sensu stricto. 
За результатами філогенетичних досліджень наприкінці 1990-х років рід виділили в окремий порядок (Mesostigmatales) та в окремий клас (Mesostigmatophyceae). 
На початку 2000-х дослідники дійшли думки, що Mesostigma разом з родом інших мікроскопічних водоростей Chlorokybus досить давно виокремилися серед зелених рослин (Viridiplantae) і разом із наземними рослинами (Embryophyceae) та стрептофітною лінією зелених водоростей утворюють кладу Streptophyta.